# Славянские древности
«Славянские древности: Этнолингвистический словарь» (в сокращении «СДЭС») — российская фундаментальная научная энциклопедия по тематике славистики, культуры и славянской мифологии. Состоит из 5 томов, изданных в 1995—2012 годах.

## Описание
Работу над словарём авторский коллектив отдела этнолингвистики и фольклора Института славяноведения РАН вёл более четверти века, пробный выпуск словаря увидел свет в 1984 году. Первый том словаря был опубликован в 1995 году издательством «Международные отношения».
Словарь подводит итог более чем полуторавековому изучению славянских языков, фольклора, мифологии, этнографии, народного искусства, традиций. Представляя прежде всего научный интерес, этот труд, в то же время, — увлекательное чтение для самого широкого круга читателей. Словарь повествует о разных сторонах духовной жизни славянских народов. Специальные статьи посвящены народным представлениям о мироустройстве, природе, святых покровителях, поверьям о колдунах, нечистой силе, различных духах. В словаре подробно рассказывается о народном календаре, обрядах, обычаях, праздниках и семейном укладе славян.

## Коллектив
Редакционная коллегия
Агапкина Т. А., Виноградова Л. Н., Петрухин В. Я., Толстая С. М. (ответственный редактор).
Постоянный авторский коллектив
Агапкина Т. А., Белова О. В., Валенцова М. М., Виноградова Л. Н., Гура А. В., Кабакова Г. И., Левкиевская Е. Е., Плотникова А. А., Седакова И. А., Толстая С. М., Узенёва Е. С., Усачёва В. В.

## Список томов
| Том | Словарные статьи (первая — последняя) | Страниц | Год  | ISBN                                       |
| --- | ------------------------------------- | ------- | ---- | ------------------------------------------ |
| 1   | А (Август) — Г (Гусь)                 | 584     | 1995 | ISBN 5-7133-0704-2                         |
| 2   | Д (Давать) — К (Крошки)               | 702     | 1999 | ISBN 5-7133-0982-7                         |
| 3   | К (Круг) — П (Перепелка)              | 704     | 2004 | ISBN 5-7133-1207-0                         |
| 4   | П (Переправа через воду) — С (Сито)   | 656     | 2009 | ISBN 5-7133-0703-4, ISBN 978-5-7133-1312-8 |
| 5   | С (Сказка) — Я (Ящерица)              | 736     | 2012 | ISBN 978-5-7133-1380-7                     |